# غالب بن عبد الله الكناني
غالب بن عبد الله الليثي صحابي جليل , اسمه غالب بن عبد الله الكناني الليثي ويقال الكلبي , أرسله الرسول ليسهل له الطريق يوم فتح مكة , كما أرسله الرسول في سرية غالب بن عبد الله الليثي وسرية غالب بن عبد الله الليثي (الكديد) وسرية غالب بن عبد الله الليثي (مصاب) وهو الذي قتل هرمز ملك الباب في بلاد فارس.

## سراياه
روى أحمد بن حنبل بسنده عن جندب بن مكيث الجهني قال: بعث رسول الله غالب بن عبد الله الكلبي كلب ليث أي أن كلب بطن من ليث إلى بني ملوح بالكديد وأمره أن يغير عليهم فخرج فكنت في سريته فمضينا حتى إذا كنا بقديد لقينا به الحارث بن مالك وهو ابن البرصاء الليثي فأخذناه فقال: إنما جئت لأسلم فقال غالب بن عبد الله: إن كنت إنما جئت مسلمًا فلن يضرك رباط يوم وليلة وإن كنت على غير ذلك استوثقنا منك قال: فأوثقه رباطًا ثم خلف عليه رجلاً أسود كان معنا فقال: امكث معه حتى نمر عليك فإن نازعك فاجتز رأسه.
قال: ثم مضينا حتى أتينا بطن الكديد فنزلنا عشيشية بعد العصر فبعثني أصحابي في ربيئة فعمدت إلى تل يطلعني على الحاضر فانبطحت عليه وذلك المغرب فخرج رجل منهم فنظر فرآني منبطحا على التل فقال لامرأته: والله إني لأرى على هذا التل سوادًا ما رأيته أول النهار فانظري لا تكون الكلاب اجترت بعض أوعيتك قال: فنظرت، فقالت: لا والله ما أفقد شيئًا قال: فناوليني قوسي وسهمين من كنانتي قال: فناولته فرماني بسهم فوضعه في جنبي قال: فنزعته فوضعته ولم أتحرك ثم رماني بآخر فوضعه في رأس منكبي فنزعته فوضعته ولم أتحرك فقال لامرأته: والله لقد خالطه
سهماي ولو كان دابة لتحرك فإذا أصبحت فابتغي سهمي فخذيهما لا تمضغهما علي الكلاب..
قال: وأمهلناهم حتى راحت رائحتهم حتى إذا احتلبوا وعطنوا أو سكنوا وذهبت عتمة من الليل شننا عليهم الغارة فقتلنا من قتلنا منهم واستقنا النعم فتوجهنا قافلين وخرج صريخ القوم إلى قومهم مغوثا وخرجنا سراعًا حتى نمر بالحارث ابن البرصاء وصاحبه فانطلقنا به معنا وأتانا صريخ الناس فجاءنا ما لا قبل لنا به حتى إذا لم يكن بيننا وبينهم إلا بطن الوادي أقبل سيل حال بيننا وبينهم بعثه الله تعالى من حيث شاء ما رأينا قبل ذلك مطرًا ولا حالاً فجاء بما لا يقدر أحد أن يقوم عليه فلقد رأيناهم وقوفًا ينظرون إلينا ما يقدر أحد منهم أن يتقدم ونحن نحوزها سراعًا حتى أسندناها في المشلل ثم حدرناها عنا فأعجزنا القوم بما في أيدينا.
ثم سرية غالب بن عبد الله الليثي أيضًا إلى مصاب أصحاب بشير بن سعد بفدك في صفر سنة ثمان قال: أخبرنا محمد بن عمر حدثني عبد الله بن الحارث بن الفضيل عن أبيه قال: هيأ رسول الله الزبير بن العوام وقال له: سر حتى تنتهي إلى مصاب أصحاب بشير بن سعد فإن أظفرك الله بهم فلا تبق منهم وهيأ معه مائتي رجل وعقد له لواء فقدم غالب من الكديد من سرية قد ظفره الله عليهم فقال رسول الله للزبير: اجلس وبعث غالب بن عبد الله في مائتي رجل وخرج أسامة بن زيد فيها حتى انتهى إلى مصاب أصحاب بشير وخرج معه علبة بن زيد فيها فأصابوا منهم نعمًا وقتلوا منهم قتلى.
عن إبراهيم بن حويصة عن أبيه قال: بعثني رسول الله في سرية مع غالب بن عبد الله إلى بني مرة فأغرنا عليهم من الصبح وقد أوعز إلينا أميرنا وهو غالب بن عبد الله أن لا نفترق وآخى بيننا فقال: لا تعصوني فإن رسول الله قال: من أطاع أميري فقد أطاعني ومن عصاه فقد عصاني وإنكم متى ما تعصوني فإنكم تعصون نبيكم.

## وفاته
قال ابن منده وأبو نعيم وأبو عمر أنه شهد فتح مكة وسهل لهم الطريق، وقال ابن الكلبي إن رسول الله صلى الله عليه وسلم بعثه إلى بني مرة بفدك فاستشهد دون فدك.